# Periferie (technika)
Periferie je zařízení, které se připojuje k počítači a rozšiřuje jeho možnosti. Zpravidla slouží ke vstupu/výstupu dat do/z počítače. K počítači jsou periferie připojeny prostřednictvím různých rozhraní a konektorů.

## Rozdělení počítačových periferií
- výstupní - zařízení slouží pro předávání dat z počítače k uživateli
  - monitor
  - reproduktor, sluchátka
  - projektor
- vstupní - jsou taková zařízení, která slouží pro přísun dat do počítače (např. připojíme myš a vidíme ji na obrazovce)
  - klávesnice
  - myš
  - tablet
  - scanner
  - mikrofon
  - webová kamera
  - gamepad
  - snímač čárového kódu
  - snímač Braillova písma
  - radiotelevizní karta nebo DBVT přijímač s digitálním výstupem
  - joystick

- kombinovaná vstupně-výstupní
  - zařízení pro ukládání dat
    - flash paměť
    - paměťová karta
    - vyměnitelný disk
      - pružný disk
      - externí pevný disk
      - optický disk
        - CD disk
        - DVD disk

      - magnetooptický disk

  - externí síťová karta
  - externí zvuková karta
  - wi-fi router
  - modem
  - tiskárna

## Poznámka
Přes USB rozhraní nebo pomocí HDMI konektorů lze dnes k počítači připojit coby periférii většinu LCD televizorů, tabletů, DVB-T přijímačů, digitálních fotoaparátů i většinu mobilních telefonů.